# Медаља за храброст (1885.—1886.)
Медаља за храброст  било је одликовање Краљевине Србије. Установио ју је 1885. краљ Милан Обреновић.

## Историјат
Уједињење Источне Румелије с Бугарском 18. септембра 1885. године било је отворена пријетња српским интересима на Балкану. Краљ Милан је одмах сагледао све аспекте новонастале ситуације и закључио да је равнотежа успостављена Берлинским конгресом озбиљно поремећена стварањем велике Бугарске, која се неће задовољити
само Источном Румелијом, него рачуна и на Македонију. Покретач акције уједињења Бугарске била је Русија, чије је покровитељство Милан дефинитивно напустио 1881. године, потписивањем Тајне конвенције. Са друге стране, Русија није била наклоњена нити бугарском кнезу Александру Батенбергу. који се противио јачању њезина утицаја на Балкану. Аустрија је подупирала и српског и бугарског владара, и настојала пребродити кризу мирним путем. Краљ Милан је одлучио да се Србија мора одупријети јачању Бугарске, у крајњем случају и војним путем. Зато је наредио мобилизацију војске и сазвао Народну скупштину ради одобрења ратних кредита. Премда Милан није објаснио због чега и против кога спрема рат. Скупштина је одобрила све владине приједлоге. Међутим. Скупштини као ни јавности није било до рата, а најмање са Бугарском. Традиционални егзистенцијални српски противник била је Турска, а у духовном смислу Аустро-Угарска. па им се Бугарска никако није уклапала у листу непријатељских држава. Краљ Милан није замишљао рат против Бугара као рат у којем ће освојити дио њихових територија, него је желио осујетити уједињење Бугарске: вратити status quo ante и показати да се на Балкану не могу догађати ствари без његова пристанка. Аустро-Угарска дипломатија  одговарала је Милана од те замисли и обећала му да ће за Србију изборити територијалну накнаду: видински или трнски крај; можда и обоје. Краљ Милан је пристао на аустро-угарски приједлог, поштујући важан војностратешки положај Трна и Видина.
Међулим, Аустро-Угарска није успјела наговорити Русију и Њемачку на територијалне уступке Србији и тако је озбиљно нарушила ауторитет краља Милана. Послије су се у дипломатску игру укључиле Енглеска и Турска, али не у прилог Србији, па је краљ Милан, понижен и увријеђен држањем сила, објавио 14. новембра 1885. рат Бугарској. Као повод рату узета је наводна бугарска повреда
српске границе. Србија је ушла у рат неспремна у дипломатском, финансијском и војном погледу. Европске државе нису подржале тај рат; Србија није склопила нити један савез против Бугарске. У државној каси било је само 60.000 динара и рат је требало финансирати зајмом. Војска није била спремна, јер се налазила у фази реорганизације, а наоружање је било недовољно. Ратни план имао је низ недостатака; углавном је био застарио, јер се темељио на ситуацији која је вриједила три седмице прије објаве рата. Да се ратни план одмах примијенио, српска би војска лако ушла у Софију; овако су Бугари добили на времену, прегруписали војску
и спремни дочекали почетак рата. Линија ратишта раширила се на око 300 км границе и српска је војска преспоро улазила на бугарску територију. Премда нису наилазили на озбиљан отпор. Срби су првог дана рата освојили само неколико километара земљишта. Зато им је требало три дана да стигну надомак Сливнице, од које је водио пут у Софију. Дана 17. новембра започела је битка за Сливницу, која се водила све до мрака. Српска војска претрпјела је двоструко веће губитке од бугарске војске, а стање се није измијенило.
Краљ Милан, који је непосредно пратио битку, почео је да схвата у шта се упустио када је ушао у рат са Бугарском. Наредна два дана Бугари су појачавали своје редове свјежим снагама, док је српска војска водила безначајне чарке и расипала муницију. Дана 19. новембра бугарска је војска прешла у противнапад и почела је одлучујућа битка за Сливницу. Битка је завршила српским поразом; погинуло је или рањено 2200 Срба и 1800 Бугара. Пораз је толико заплашио краља Милана да је наредио повлачење. Под притиском енергичног министра Милутина Гарашанина, с којим се краљ Милан састао у Белој Паланци, краљ је повукао наредбу о повлачењу. Војска је опет марширала на положаје које је напустила. Такви потези лоше су утицали на морал војске, па није чудно да се српска војска деморалисала. Првобитни жар краља Милана такође се угасио. Сви су се надали примирју које би наметнуле европске силе. Заиста, када је 24. новембра надмоћна бугарска војска стигла на границу и запријетила Србији, Русија, Аустро-Угарска и Њемачка предложиле су примирје. Три дана касније Бугари су упали у Пирот, гдје се одиграла  битка с приличним губицима на обје стране. Примирје је склопљено 28. новембра 1885. Мировни преговори започели су у Букурешту крајем јануара 1886. године. Коначни текст мировног уговора потписаног 2. марта 1886. свео се на једну реченицу. Њоме је казано да се мир, који је прекинут између Краљевине Србије и Кнежевине Бугарске 14. новембра 1885, успоставља након ратификације овог уговора, склопљеног у Букурешту. Ратом против Бугара, Србија није постигла ништа; штавише, убрзала је њихово уједињење, ојачала позиције кнеза Батенберга и Кнежевине Бугарске, а деградирала свој углед у Европи.

## Медаља
Убрзо након склапања мира у Букурешту, указом краља Милана I основана је 24. децембра 1885. (5. јануара 1886.) године Медаља за храброст. Медаља за храброст из 1885. (1886.) године такође
се дијели на златну и сребрну: додјељивала се "за показану и освједочену храброст на бојишту". Чланком 2. Указа описан је облик Златне медаље, а чланком 3. Указа облик Сребрне медаље за храброст. Златна медаља је округла, пречника 35 мм. На лицу је краљево попрсје у лијевом профилу. Уоколо је натпис: МИЛАН I / КРАЉ СРБИЈЕ. На наличју је натпис: 3А / ХРАБРОСТ/ 1885 - 1886. уоквирен вијенцем од ловорове и храстове гранчице. Златна медаља носила се на црвеној моарираној траци, на лијевој страни груди. Златна медаља за храброст из, 1885. (1886.) разликује се од Златне медаље за храброст из 1878. године само у натписима на лицу и наличју. Ради се, према томе, о ликовном рјешењу бечког медаљера Антона Шарфа. Сребрна медаља за храброст је округла, пречника 28 мм. На лицу је натпис: 3А / ХРАБРОСТ/ 1885-1886, уоквирен вијенцем од ловорове и храстове гранчице. При дну вијенца је штит с државним грбом. На наличју је натпис: МИЛАН I КРАЉ СРБИЈЕ. Сребрна медаља носила се на лијевој страни прса, на 28 мм широкој тробојној траци (црвено-плаво-бијело), сложеној у петероугао. Дужина траке једнака је њезиној двострукој ширини. Према члакну 6-10) Указа од 24. децембра 1885. (5. јануара 1886.) Медаљу за храброст додјељивао је краљ према свом мишљењу или на приједлог команданата војски, команданата самосталних дивизија, односно војног министра. Одликовани су уз медаљу добивали декрете, које су потписивали команданти војски, команданти самосталних дивизија, односно војни министар. Њима је декрете о додјели медаља потписивао краљ као врховни командант војске. За медаље се није наплаћивала такса. Попис одликованих особа водио се у војном министарству, а посебно је штампан и у војном шематизму. Након смрти одликоване особе, медаља је остајала покојниковој породици.  Дана 1. (13 .) јануара 1886. додијељено је 25 Златних медаља за храброст подофицирима и војницима Тимочке војске којом је командовао генерал Милојко Лешјанин. Дана 31. јануара (12. фебруара) 1886. одликовано је Сребрним медаљама за храброст 600 подофицира и војника Тимочког корпуса и 845 подофицира и војника Моравске, Дринске. Дунавске и Шумадијске активне дивизије, XIX. гардијског батаљона, Шумадијског артиљеријског пука, коњаничке бригаде, трупа II. позива и добровољаца. Медаље за храброст из 1885. (1886.) године веома су ријетка одликовања.